# Perttu Kivilaakso
Perttu Paivo Kullervo Kivilaakso (conegut per Perttu Kivilaakso) és un violoncelista i membre de la banda finlandesa Apocalyptica. Va néixer l'11 de maig de 1978 a Hèlsinki, Finlàndia.

## Biografia
A l'edat de 5 anys el seu pare Juhani Kivilaakso li va ensenyar a tocar el cello, a més va aprendre a tocar la guitarra i el piano. Va estudiar en la prestigiosa acadèmia de música clàssica Sibelius, on va conèixer Paavo Lötjönen, Antero Manninen, Max Lilja i Eicca Toppinen. Ell anava a formar part d'Apocalyptica però per ser menor d'edat van decidir deixar-lo fora. Un temps després de graduar-se, va entrar Apocalyptica el 1999, reemplaçant Antero.
Perttu va rebre el tercer lloc en el segon International Paulo Cello Competition a Finlàndia el 1996, quan sol tenia 18 anys. Poc després va entrar a l'Orquestra Filharmònica de Hèlsinki al costat del seu pare.
A més va estar casat amb una dona anomenada Laura, a qui li va dedicar la cançó "Conclusion" de l'àlbum Reflections. Perttu es troba treballant en un projecte solista, un treball altern a Apocalyptica que inclourà cello, guitarra i cant. Els principals gèneres d'aquest són música clàssica i Black Metal. Alguns altres projectes musicals en els que ha treballat són el tema del videojoc Max Payne 2: The Fall of Max Payne i el tema de la pel·lícula Under the Ice.

### Ídols

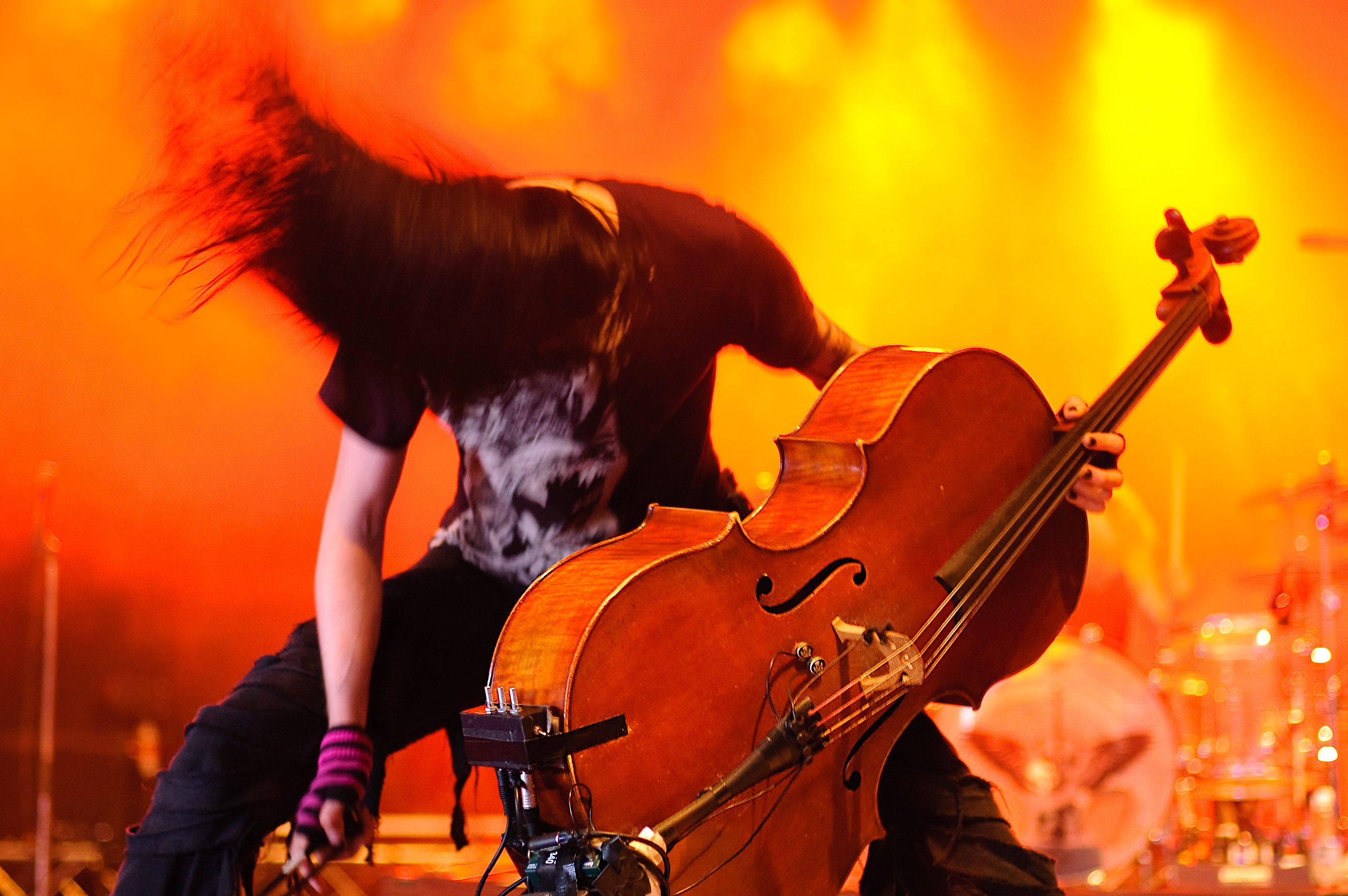
Perttu Kivilaakso

- Franco Corelli
- Montserrat Caballé
- Eicca Toppinen

### Grups Preferits
- Slayer
- Metallica
- Sepultura
- Rammstein
- CMX

### Equip
Cello
- Luis and Clark (2004)
- Der Herzbrecher (siglo XIX)